# Alessandro Carosio

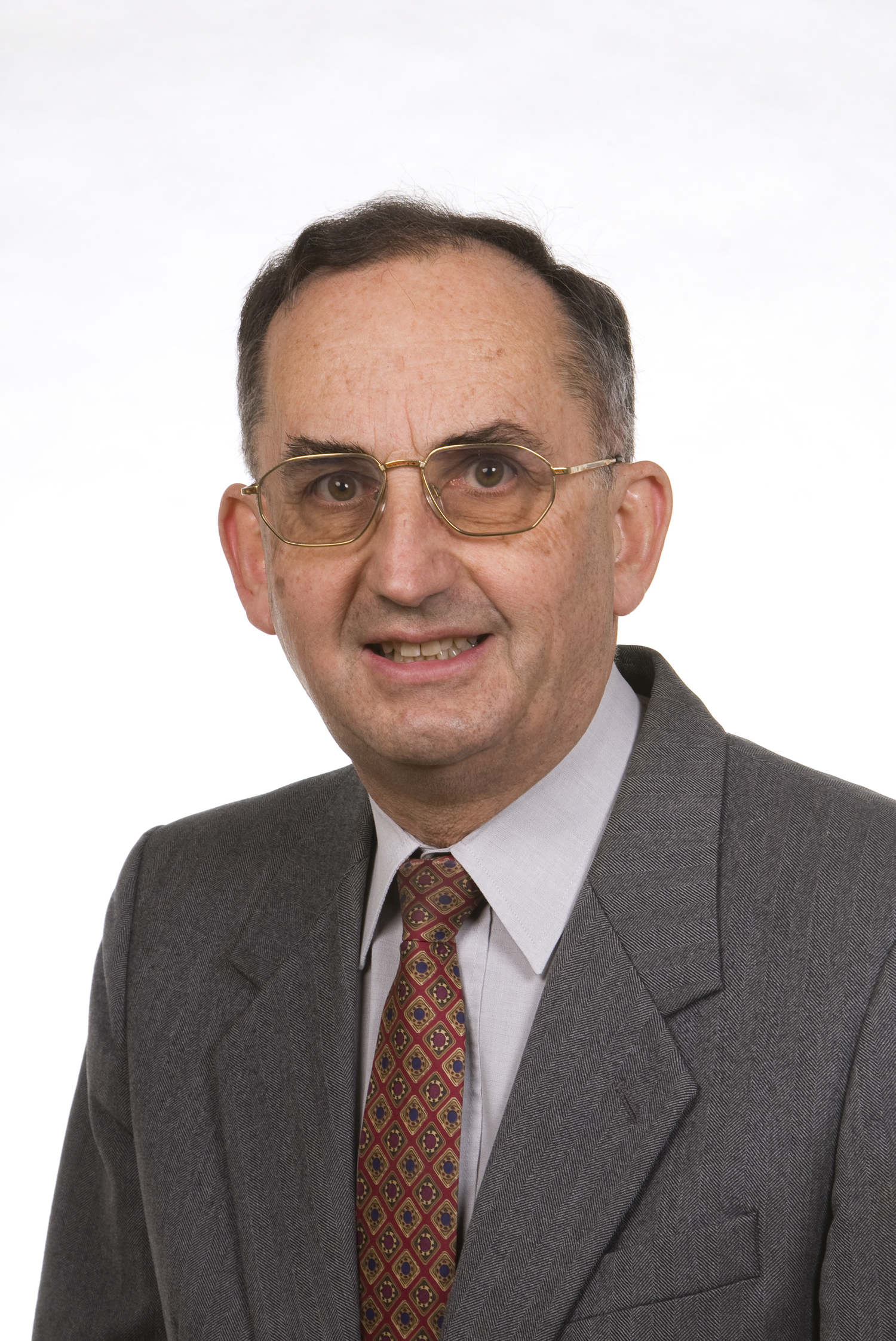
Alessandro Carosio (2009)

Alessandro Carosio (geboren am 13. Juni 1945) ist ein emeritierter Schweizer Professor für Geodäsie der ETH Zürich.

## Leben und Werk
Nach der Maturitätsprüfung am Liceo Cantonale di Lugano studierte er ein Jahr an der Abteilung Mathematik und Physik der ETH und anschliessend an der Abteilung für Kulturtechnik und Vermessung, wo er 1969 als Kulturingenieur diplomierte. Darauf folgten drei Jahre als Assistent der Professoren Rudolf Conzett und Fritz Kobold am Institut für Geodäsie und Photogrammetrie der gleichen Hochschule und ein Jahr als Ingenieur am Vermessungsamt der Stadt Zürich.
Von 1975 bis 1987 arbeitete Carosio als Ingenieur und Geodät bei der Eidgenössischen Landestopographie in Wabern (heute Bundesamt für Landestopografie swisstopo). Als Ingenieur in der Abteilung Geodäsie konnte er unter anderem bei der Neumessung der Landestriangulation im Kanton Waadt und beim Landesnivellement wertvolle praktische Erfahrungen sammeln. Zur Einführung der Elektronischen Distanzmessung (EDM) in der Landesvermessung und zum Einsatz der Informatik bei der Ausgleichung der Triangulationsnetze hat er wichtige Beiträge geleistet. In diesem Zusammenhang befasste er sich auch mit der Anwendung der multivariaten Statistik und der Zuverlässigkeit in der Vermessung und entwickelte robuste Transformations- und Interpolationsverfahren. 1977 wurde er mit der Beschaffung eines Computersystems und dem Aufbau des Informatikdienstes des Bundesamtes betraut. In der Folge leitete er die Entwicklung des geodätischen Softwaresystems und den Ausbau der Informatikdienste. 1981 gründete Carosio zusammen mit seinem Berufskollegen Dieter Schneider die «swisstopo-Kolloquien», die Weiterbildungsveranstaltung des Bundesamtes, die sich bis heute grosser Beliebtheit in der Fachwelt erfreut.
Zugleich war er mit Forschungsfragen im Bereich der mathematischen Geodäsie und der Geoinformatik beschäftigt und promovierte im Juli 1983 an der ETH Zürich mit der Arbeit «Verfahren der multivariaten Statistik zur Beurteilung der Resultate und der Zuverlässigkeit geodätischer Messsysteme».
Im Oktober 1987 wurde er zum Professor für Geodäsie an der ETH Zürich ernannt. Er wirkte in dieser Funktion bis Juli 2008 am Institut für Geodäsie und Photogrammetrie und war verantwortlich für Lehre und Forschung in den Bereichen Geoinformationssysteme sowie mathematische Geodäsie (Fehlertheorie und Ausgleichungsrechnung). Er entwickelte in dieser Zeit mehrere operative Lösungen für geodätische Verfahren mit der entsprechenden Software, die die geodätische Praxis der Schweiz während Jahrzehnten geprägt haben und noch heute eingesetzt werden. Besonders zu erwähnen sind das Zuverlässigkeitsmodell für die Landesvermessung, die „Koordinatensätze“, mit denen Satellitenbeobachtungen mit terrestrischen Messungen ausgeglichen werden, die Interpolationsverfahren (TRANSINT), mit denen Gebiete mit neu bestimmten Referenzsystemen in die bestehende Landesvermessung integriert werden, und die „Interpolation mit finiten Elementen“ (FINELTRA), die für die schrittweise Transformation der alten Landesvermessung in die neuen satellitengestützten Referenzsysteme (LV95) eingesetzt werden. Diese Verfahren wurden in Zusammenarbeit mit den Mitarbeitern der ETH und des Bundesamtes für Landestopografie swisstopo entwickelt und wurden kurz darauf nationale Standards.
Im Laufe der Zeit übernahm er verschiedene Funktionen. So war er von 1994 bis 1996 Vorsteher des Departements Geodätische Wissenschaften und mehrmals Vorsteher des Instituts für Geodäsie und Photogrammetrie IGP.
Im traditionellen Schwerpunkt der Professur, der Ausgleichsrechnung, befasste sich Carosio vor allem mit den Bereichen der robusten Statistik, der Zuverlässigkeit und der multivariaten Testverfahren; die Leistungen in diesen Bereichen fanden international besondere Beachtung. Die entwickelten Auswerteverfahren beeinflussten rasch die schweizerische Berufspraxis: die Zuverlässigkeitsrechtecke, die Koordinatensätze für die Ausgleichung von heterogenen Messungen (mit Satellitenbeobachtungen), die Robuste Ausgleichung mit Begrenzung des Einflusses der standardisierten Verbesserungen und die universalen Reduktionsformeln für die Kartenprojektionen gehören seit Langem zu den üblichen Verfahren der schweizerischen Vermessung. Die gute Zusammenarbeit mit dem Bundesamt für Landestopografie swisstopo ermöglichte der Professur, die neuen Methoden sehr schnell in die Praxis umzusetzen und sie in der ganzen Schweiz zu verbreiten.
Kurz nach der Wahl Alessandro Carosios zum Professor 1987 entstand an der ETH unter seiner Leitung das neue Fachgebiet Geoinformationssysteme (GIS). Studierende aus dem Umweltbereich, der Geomatik, der Forstwissenschaften, der Militärakademie und anderer Disziplinen besuchten diese neuen Kurse, Praktika und Semesterarbeiten. Die Inhalte wurden laufend aktualisiert und erweitert. Die primäre Forschungstätigkeit in diesem neuen Gebiet betrafen die automatische Interpretation kartographischer Bilder, die Verwaltung geographischer Informationen sowie die interoperable Nutzung solcher Daten und den Einsatz moderner Methoden der mathematischen Statistik in Geoinformationssystemen. Die gestiegene Bedeutung der Normung im Bereich der Geoinformation brachte der Professur die Aufgabe, die Schweiz in den entsprechenden internationalen Gremien (vor allem ISO und CEN) zu vertreten. Zu diesem Zweck sorgte Carosio für die Formulierung und Koordinierung der Stellungnahmen der Schweiz mit Berufskreisen und Behörden.
Das Bundesamt für Verkehr, die SBB und später Alptransit AG ernannten Alessandro Carosio zu ihrem beratenden Experten für Geodäsie. Diese Aufgabe begann 1990 mit Vorstudien, setzte sich 1995 fort mit der öffentlichen Ausschreibung der ingenieurgeodätischen Aufträge und der fachlichen Begleitung der Tunnelvermessung inklusive die geodätische Bauwerksüberwachung. Der Auftrag dauerte auch nach der Emeritierung Carosios (2008) weiter an und endete erst 2017 nach Abschluss des Tunnelbaus am Monte Ceneri.
Carosio hielt nach seiner Emeritierung immer wieder Vorträge im In- und Ausland auf Einladung von befreundeten Kollegen oder von Berufsorganisationen. Er wirkte auch bei Bedarf als unabhängiger Sachverständiger bei technischen Projekten.

## Publikationen (Auswahl)
- Die Professur für Geoinformationssysteme und Fehlertheorie 1987 – 2008, Zürich 2008, ISBN 978-3-906467-76-4 (PDF)
- Das Institut für Geodäsie und Photogrammetrie der ETH Zürich von 1855 bis 2008, Zürich 2009, doi.org/10.3929/ethz-a-005970110